# Rolls-Royce Cullinan
Rolls-Royce Cullinan – samochód osobowy typu SUV klasy luksusowej produkowany pod brytyjską marką Rolls-Royce od 2018 roku.

## Historia i opis modelu

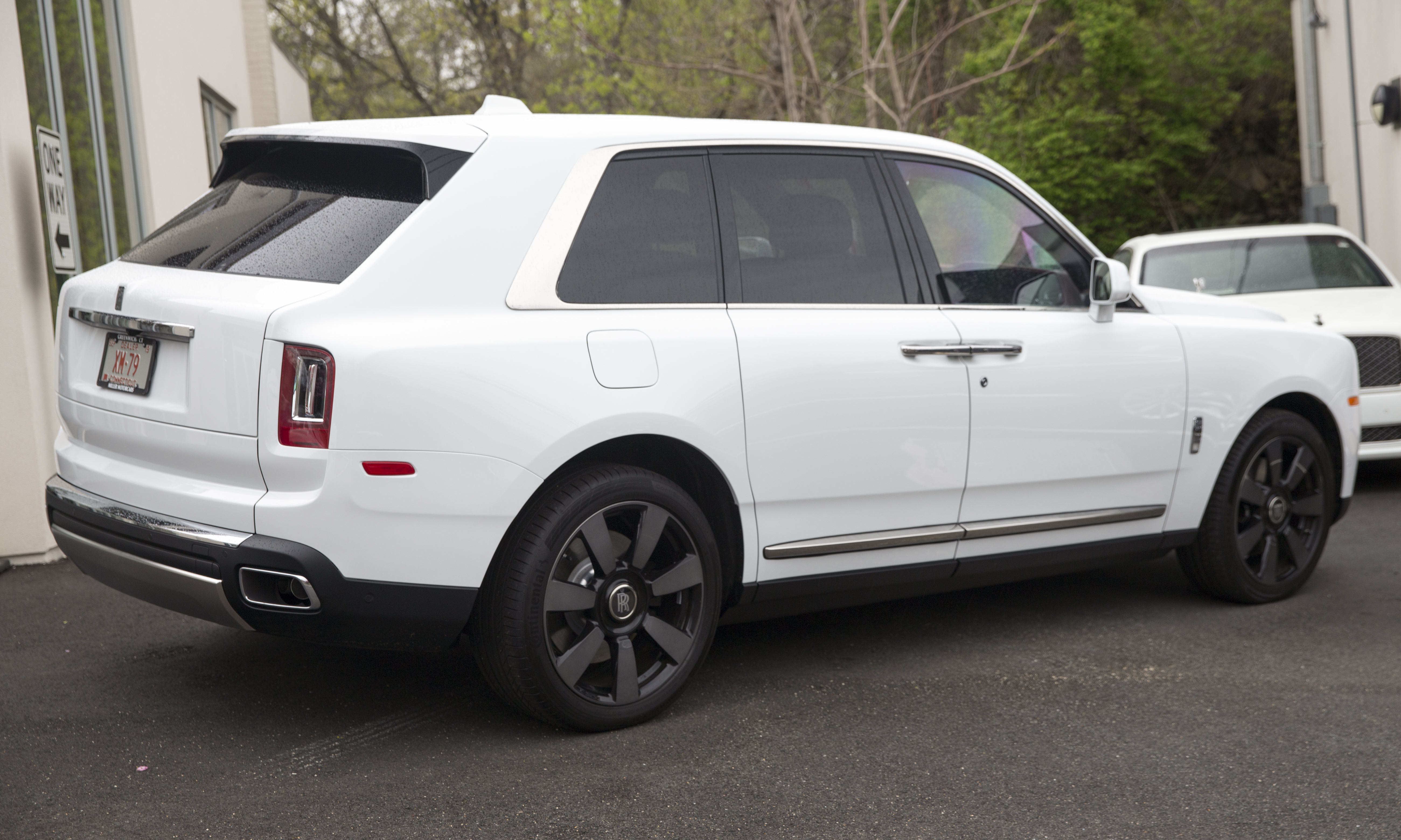
Rolls-Royce Cullinan – tył

Rolls-Royce przedstawił oficjalne informacje na temat swojego pierwszego w historii SUV-a w grudniu 2016 roku, kiedy to podał wstępne dane na temat modelu nazwanego wówczas roboczo Project Cullinan. Przez kolejne półtora roku odbywały się intensywne testy przedprodukcyjnych egzemplarzy w skrajnych warunkach pustynnych i podbiegunowych, w połowie 2017 roku oficjalnie potwierdzając, że samochód zadebiutuje na przełomie 2018 i 2019 roku. W lutym 2018 roku Rolls-Royce ogłosił z kolei, że nazwa projektu pierwszego w dziejach marki luksusowego SUV-a stanie się zarazem oficjalną nazwą samochodu, gdy zadebiutuje szybciej niż wcześniej spekulowano – w maju 2018 roku.
Zgodnie z zapowiedziami, oficjalne fotografie i informacje Rolls-Royce opublikował 10 maja 2018. Pod kątem stylistycznym, Cullinan to rozwinięcie wyglądu przedstawionego rok wcześniej Phantoma ósmej generacji, co przejawia się masywnym, ściętym niemal pod kątem prostym przodem i masywną, chromowaną atrapą chłodnicy. Innymi charakterystycznymi elementami jest też dwuczęściowa klapa bagażnika z wyraźnym stopniem na wysokości szyby, a także – wzorem Phantoma – tylne drzwi otwierane „pod wiatr”. Pod koniec roku 2019 została ukazana wersja Black Badge, która jest kierowana pod klientów młodszych. Moc silnika została podniesiona do 600km.

### Silnik
Pod maską Rolls-Royce’a Cullinan znalazł się tradycyjny dla modeli marki, 6,75-litrowy silnik V12 o mocy 563 KM i osiągający maksymalnie 850 Nm momentu obrotowego. Jednostka współpracuje z ośmiobiegową, automatyczną skrzynią biegów. Prędkość maksymalna została ograniczona do 250 km/h, a średnie zużycie paliwa wynosi 15 litrów/100 kilometrów.

### Sprzedaż
Polska premiera Cullinana odbyła się pod koniec sierpnia 2018 roku – samochód jest najdroższym SUV-em sprzedawanym w kraju.